# 硫酸银
硫酸银 (Ag2SO4)，相对分子质量311.80。密度5.45克/厘米3。熔点652℃，于1085℃分解。微溶于水。溶于氨水、浓硝酸、硫酸，不溶于稀硝酸、乙醇。可用来作化学试剂。

## 制备
硫酸银可由将硫酸铵溶液与硝酸银溶液作用，或者由氧化银与硫酸作用而制得。
银和浓硫酸加热反应，也能得到硫酸银：
{\displaystyle {\ce {2 Ag + 2 H2SO4 -> Ag2SO4 + SO2 + 2 H2O}}}
在酸性环境下，硫酸银胶体能和氯化钡反应，生成两个难溶沉淀：
{\displaystyle {\ce {Ag2SO4 +BaCl2 -> BaSO4 v +2AgCl v}}}